# 14338 Shibakoukan
14338 Shibakoukan eller 1982 VP3 är en asteroid i huvudbältet som upptäcktes den 14 november 1982 av de båda japanska astronomerna Hiroki Kōsai och Kiichirō Furukawa vid Kiso-observatoriet i Japan. Den är uppkallad efter målaren Shiba Koukan.
Asteroiden har en diameter på ungefär 9 kilometer.